# Peter Mütze

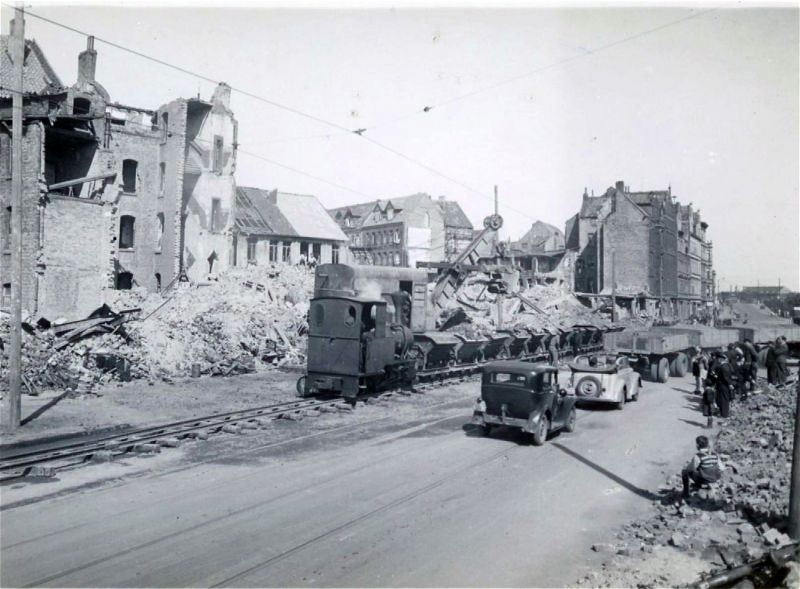
Trümmerabfuhr am Engelbosteler Damm mit Kipploren auf den Feldbahngleisen der Trümmerbahn Hannover

Peter Mütze (* 4. Dezember 1887 in Mohnhausen; † 9. August 1958 in Hannover) war ein deutscher Bauingenieur in Hannover.

## Beruflicher Werdegang
Peter Mütze absolvierte nach der Schulausbildung ab 1907/1908 ein Studium mit Abschluss als Dipl. Bauingenieur. Am Anfang seiner Berufstätigkeit arbeitete er in Hannover-Linden und war eine Zeit lang im Ersten Weltkrieg in französischer Kriegsgefangenschaft. Bis zu seiner Pensionierung war Peter Mütze im Bauamt der Stadt Hannover tätig, zuletzt als Stadtbauoberamtmann.

## Wichtige Projekte

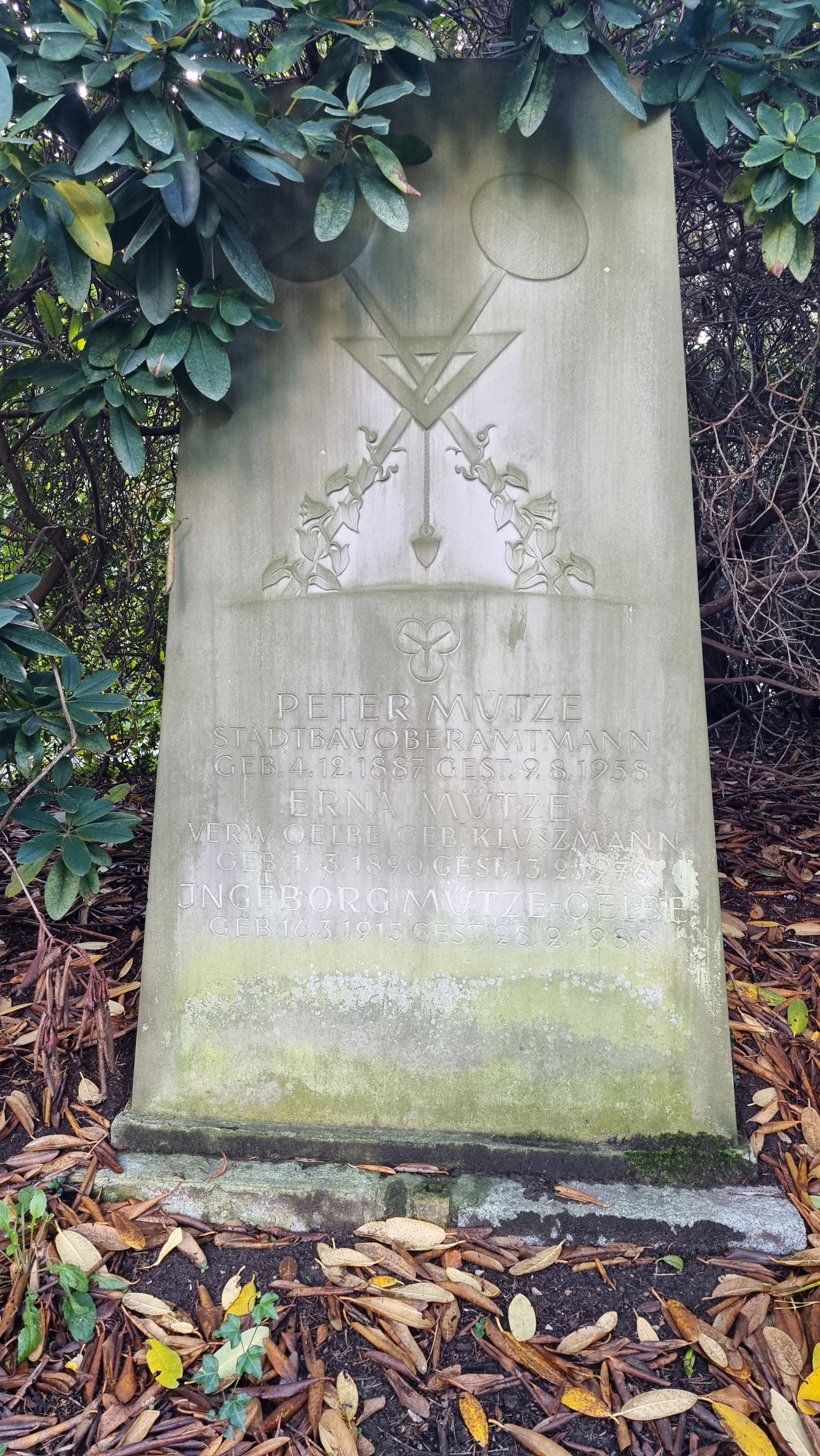
Familiengrab auf dem Stadtfriedhof Stöcken

Er war bis zum Zweiten Weltkrieg u. a. zuständig für:
- Bau der Podbielskistraße
- Umbau des Bahnhofsvorplatzes
- Umbau des Königsworther Platzes
- Bau der Eilenriede-Rennbahn

Im Zweiten Weltkrieg und in der Nachkriegszeit war er u. a. zuständig für:
- Bau von Bunkern in Hannover
- Trümmerräumung sofort nach den Luftangriffen und nach Kriegsende[1]

Von Mütze sind 347 Creative-Commons-lizenzierte Fotos im Bildarchiv Region Hannover erhalten.